# Alpin skidåkning vid olympiska vinterspelen 2006
Alpin skidåkning vid olympiska vinterspelen 2006. De flesta av tävlingarna genomfördes i Sestriere, en alpin by nära den franska gränsen och 60 km väster om Turin. Damernas störtlopp, super-G och kombination hölls i den mindre byn San Sicario, 8 km väster om Sestriere. Sestrieres tävlingar hölls i Borgata Sestriere och Colle Sestriere, backar något närmare Turin i utkanten av kyrkbyn. Sestriere är känd som en skidort och här arrangeras regelbundet världscupen i alpin skidåkning. Byn är för övrigt också en berömd etapp i både Tour de France och Giro d'Italia.
Vädret var ett problem för flera tävlingar. Herrarnas super-G påbörjades men efter 15 åkare fick man avbryta, på grund av tung snö, men tävlingen hölls senare på dagen. Damernas super-G fick skjutas upp en dag på grund av snö. 

## Medaljtabell
| Pl. | Nation    | Guld | Silver | Brons | Totalt |
| --- | --------- | ---- | ------ | ----- | ------ |
| 1   | Österrike | 4    | 5      | 5     | 14     |
| 2   | USA       | 2    | 0      | 0     | 2      |
| 3   | Kroatien  | 1    | 2      | 0     | 3      |
| 4   | Frankrike | 1    | 1      | 0     | 2      |
| 5   | Sverige   | 1    | 0      | 3     | 4      |
| 6   | Norge     | 1    | 0      | 0     | 1      |
| 7   | Schweiz   | 0    | 1      | 2     | 3      |
| 8   | Finland   | 0    | 1      | 0     | 1      |

## Resultat

### Herrar
| Gren                         | Guld                       | Guld    | Silver                       | Silver  | Brons                        | Brons   |
| Störtlopp Detaljer...        | Antoine Dénériaz Frankrike | 1:48,80 | Michael Walchhofer Österrike | 1:49,52 | Bruno Kernen Schweiz         | 1:49,82 |
| Storslalom Detaljer...       | Benjamin Raich Österrike   | 2:35,00 | Joël Chenal Frankrike        | 2:35,07 | Hermann Maier Österrike      | 2:35,16 |
| Slalom Detaljer...           | Benjamin Raich Österrike   | 1:43,14 | Reinfried Herbst Österrike   | 1:43,97 | Rainer Schönfelder Österrike | 1:44,15 |
| Super-G Detaljer...          | Kjetil André Aamodt Norge  | 1:30,65 | Hermann Maier Österrike      | 1:30,78 | Ambrosi Hoffmann Schweiz     | 1:30,98 |
| Superkombination Detaljer... | Ted Ligety USA             | 3:09,35 | Ivica Kostelić Kroatien      | 3:09,88 | Rainer Schönfelder Österrike | 3:10,67 |

### Damer
| Gren                         | Guld                           | Guld    | Silver                   | Silver  | Brons                           | Brons   |
| Störtlopp Detaljer...        | Michaela Dorfmeister Österrike | 1:56,49 | Martina Schild Schweiz   | 1:56,86 | Anja Pärson Sverige             | 1:57,13 |
| Storslalom Detaljer...       | Julia Mancuso USA              | 2:09,19 | Tanja Poutiainen Finland | 2:09,86 | Anna Ottosson Sverige           | 2:10,33 |
| Slalom Detaljer...           | Anja Pärson Sverige            | 1:29,04 | Nicole Hosp Österrike    | 1:29,33 | Marlies Schild Österrike        | 1:29,79 |
| Super-G Detaljer...          | Michaela Dorfmeister Österrike | 1:32,47 | Janica Kostelić Kroatien | 1:32,74 | Alexandra Meissnitzer Österrike | 1:33,06 |
| Superkombination Detaljer... | Janica Kostelić Kroatien       | 2:51,08 | Marlies Schild Österrike | 2:51,58 | Anja Pärson Sverige             | 2:51,63 |